# 格雷本海恩
格雷本海恩是德国黑森州的一个市镇。总面积91.62平方公里，总人口4831人，其中男性2423人，女性2408人（2011年12月31日），人口密度53人/平方公里。